# Macrosciadium alatum
Macrosciadium alatum är en flockblommig växtart som först beskrevs av Friedrich August Marschall von Bieberstein, och fick sitt nu gällande namn av Vadim Nikolaevich Tikhomirov och Lavrova. Macrosciadium alatum ingår i släktet Macrosciadium och familjen flockblommiga växter. Inga underarter finns listade i Catalogue of Life.